# ジュリー・マッダレーナ
ジュリー・マッダレーナ（Julie Maddalena、1963年6月26日 - ） は、アメリカ合衆国の女性声優。元子役。別名はジュリー・クリワー（Julie Kliewer）。キリスト教徒。

## 人物
子役として舞台で活動後、映像作品への出演を開始。映画デビュー作は『チルドレン・オブ・ザ・コーン』のレイチェル役。専業の声優となったのは女優デビューから10年ほど経ってからとされる。

## 出演作品

### テレビアニメ
1990年
- けろっこデメタン（ラナタン）

1994年
- 夢の星のボタンノーズ

1995年
- 宇宙の騎士テッカマンブレード（ミリィ）※サバン・エンターテイメント版

1997年
- 神秘の世界エルハザード（ウーラ）

1998年
- ふしぎ遊戯

1999年
- 異次元の世界エルハザード（ウーラ）
- serial experiments lain（子供）
- 新・天地無用!（神代佐久耶、真鳥）
- カウボーイビバップ（子供）
- 北斗の拳（サキ、カンナ）
- デジモンアドベンチャー（太刀川サトエ）
- バトルアスリーテス大運動会（ターニャ・ナティピダッド）
- 魔法騎士レイアース（獅堂光）

2000年
- デジモンアドベンチャー02（太刀川サトエ）
- トライガン（フレン、ジェシカ）

2001年
- 怪盗セイント・テール（さやか）
- ゲートキーパーズ（カズ）
- Night Walker -真夜中の探偵-（ユキの友達）

2002年
- 鉄コミュニケイション（ハルカ）
- SAMURAI GIRL リアルバウトハイスクール（中村環、学生）
- ヴァンドレッド（ディータ・リーベライ）
- ヴァンドレッド the second stage（ディータ・リーベライ）
- ラブひな（サラ・マクドゥガル）

2003年
- Witch Hunter ROBIN（少女（メトセラ子供時代））
- クレヨンしんちゃん（野原みさえ）※Phuuz版
- サイボーグ009 THE CYBORG SOLDIER（シンシア）
- ちょびっツ（大村裕美）
- フィギュア17 つばさ&ヒカル（茨城サクラ）
- 魔法遣いに大切なこと（森川瑠奈）
- ラブひなクリスマスSPECIAL! 〜サイレント・イブ〜（サラ・マクドゥガル）
- ラブひな春スペシャル 〜キミサクラチルナカレ!!〜（サラ・マクドゥガル）
- 陸上防衛隊まおちゃん（丸山シルヴィア）
- ワイルドアームズ トワイライトヴェノム（ミラベル・グレースランド）

2004年
- WOLF'S RAIN（ミュウ）
- クレヨンしんちゃん（野原みさえ）※Phuuz版
- 攻殻機動隊 STAND ALONE COMPLEX（タチコマ）
- 天地無用! GXP（珀蓮、山田今日子）

2005年
- IGPX（ヒマワリ・アオイ）
- OVERMANキングゲイナー（コナ・マダヤ）

2008年
- 魔法少女隊アルス（アルス）

2011年
- Secret Millionaires Club（エレーナ）

2013年
- Monster High: Ghoul's Rule!（レベッカ）

2015年
- Charlotte

2016年
- クロムクロ（エリザベス・バトラー）
- ドラゴンボール超（マイ）※バングズーム! エンタテイメント版

2021年
- ディア・スクワッド（スクラッチ）

### 劇場アニメ
1998年
- 天地無用!真夏のイヴ（麻由華）
- 幽☆遊☆白書（コアシュラ）

1999年
- ブラック・ジャック（ピノコ）

2000年
- パンダコパンダ（ミミ子）
- パンダコパンダ 雨ふりサーカスの巻（ミミ子）

2003年
- WXIII 機動警察パトレイバー（岬瞳）
- 劇場版カードキャプターさくら 封印されたカード（李苺鈴）

2004年
- 機動戦士ガンダムF91（リィズ・アノー）
- メガゾーン23

2012年
- ホッタラケの島 〜遥と魔法の鏡〜（コットン）

2020年
- 二ノ国（ダンパ）

### OVA
1995年
- 神秘の世界エルハザード（ウーラ）
- メガゾーン23
- LILY-C.A.T.（ナンシー・ストラウハ）

1996年
- 楽勝!ハイパードール

1997年
- ブラック・ジャック（ピノコ）

1998年
- ジャイアントロボ THE ANIMATION -地球が静止する日（サニー・ザ・ マジシャン）※VHS版
- バトルアスリーテス大運動会（ターニャ・ナティピダッド）

1999年
- またまたセイバーマリオネットJ（ライム）

2003年
- ラブひな Again（サラ・マクドゥガル）

2004年
- ちびっツ（大村裕美）

2007年
- LeapFrog: A Tad of Christmas Cheer（テッド）

### ゲーム
1997年
- 攻殻機動隊 GHOST IN THE SHELL（フチコマ）

2003年
- .hack//感染拡大 Vol.1（寺島良子）
- .hack//悪性変異 Vol.2（寺島良子）
- .hack//侵食汚染 Vol.3（寺島良子）
- Lords of Everquest

2004年
- スターオーシャン Till the End of Time（ウェルチ・ビンヤード）
- .hack//絶対包囲 Vol.4（寺島良子）
- バイオハザード アウトブレイク FILE2（シンディ・レノックス）

2011年
- 英雄伝説 空の軌跡FC（ティータ・ラッセル）

2015年
- 英雄伝説 空の軌跡SC（ティータ・ラッセル）

2017年
- 英雄伝説 空の軌跡 the 3rd（ティータ・ラッセル）
- ファイアーエムブレム ヒーローズ（シャロン、リリーナ、フロリーナ）

2018年
- ドラガリアロスト（セレナ）

2020年
- 原神（イザーク、佐）
- ファイナルファンタジーVII リメイク

2021年
- AKIBA’S TRIP ファーストメモリー

### 吹き替え
- スネーク・ターミネーター/蛇女は2度死ぬ（1988年、マリアンヌ）
- マルセイユ（2016年）

### 特撮
1995年
- パワーレンジャー（ダッツの声）
- マスクド・ライダー（ファクトの声）

1996年
- マイティ・モーフィン・エイリアンレンジャー（アラクノフィエンドの声）

1998年
- パワーレンジャー・イン・スペース（ディナの声）※ジュリー・クリワー名義

1999年
- パワーレンジャー・ロスト・ギャラクシー（デイナの声）

### 映画
1984年
- チルドレン・オブ・ザ・コーン（レイチェル）

1988年
- 蒼い牙 果てしない愛の物語（ポーラ・ヒギンズ）

1998年
- ラスティ! （その他の声）
- A Taste of Hemlock （1コーラーの声）

2011年
- The Cure（ニュースキャスター）

2017年
- エブリシング（声の出演）

### その他
- アドベンチャーズ・イン・ボイス・アクティング（2008年、本人出演）

## 演出作品

### テレビアニメ（演出）
2016年
- ドラゴンボール超（ボイスディレクター）※バングズーム! エンタテイメント版
- マギ シンドバッドの冒険（ボイスディレクター）

2018年
- GRANBLUE FANTASY The Animation（ボイスディレクター）

2019年
- 盾の勇者の成り上がり（ADRディレクター）
- 本好きの下剋上 司書になるためには手段を選んでいられません（ - 2022年、ADRディレクター） - 3シリーズ

2020年
- トニカクカワイイ（ADRディレクター）

2021年
- イジらないで、長瀞さん（ボイスディレクター）
- EDENS ZERO（ダビングディレクター）※第13話以降

### 劇場アニメ（演出）
- 名探偵コナン 業火の向日葵（2022年、ボイスディレクター）

### OVA（演出）
- トニカクカワイイ〜SNS〜（2021年、ADRディレクター）

### ゲーム（演出）
- 無期迷途（2022年、ボイスディレクター）

### 映画（演出）
2017年
- Best Interest（監督）
- The Reunion（監督）